# Református templom (Szin)
A késő barokk stílusú szini református templom (3761 Szin, Szabadság út) a falu fölött, a Jósva-völgy oldalában áll.

## Története
1802 és 1807 között épült, mivel a falu korábbi templomai rendre elpusztultak. Így például a helyi hagyomány (Hadobás, 2003) szerint egyik elődjét 1683 őszén a párkányi csata után csapataival hazafelé vonuló Sobieski János gyújtotta fel, mint „eretnek” (azaz református) fészket.
1863-ban ez az épület is teljesen kiégett: csak a falai maradtak meg, de hamarosan felújították.
A déli homlokzat fölé magasodó huszártoronnyal 1894-ben egészítették ki az épületet; teljes magassága 25 m (Szin).

## Az épület
11 m * 24 m-es, félkörívben záródó belső tere három szakaszból áll; mindhárom csehsüvegboltozatos.
Bejárata mellett második világháborús emléktáblát helyeztek el.

## Berendezése
A belső tér két végében egy-egy, fából ácsolt karzat növeli annak befogadó képességét. Így a templomban összesen 300 ülőhely van (Nagyvőfély.hu).
Az északi karzaton elhelyezett orgonát 1932-ben építette Ringer Ottó.

## Hitélet
A lelkészi hivatal a templom mellett, a Szabadság út 50-ben van.
Esküvőket egész évben tartanak (Nagyvőfély.hu).